# 科普山
75°7′S 114°47′W / 75.117°S 114.783°W
科普山（英語：Cope Hill）是南極洲的山丘，位於瑪麗伯德地，處於曼富爾嶺以西2公里，是科勒嶺的北部，根據美國地質調查局的測量和美國海軍的空中照片被繪入地圖。